# Jostein Gaarder
Jostein Gaarder, född 8 augusti 1952 i Oslo, är en norsk författare och manusförfattare.
Gaarder studerade skandinaviska språk och teologi samt undervisade en kort tid i filosofi och religion. Därefter tog hans författarkarriär fart i och med den norska succén Spelkortsmysteriet 1990 och sedan Sofies värld som översatts till 53 språk och sålts i 26 miljoner exemplar och som blev världens mest sålda bok 1996.
Modern Inger Margrethe Gaarder var barnboksförfattare och rektor; hans far, Knut Gaarder, var också rektor.
År 1997 instiftade Gaarder Sofie-priset tillsammans med sin fru. Det är en utmärkelse som går till personer som gjort betydande insatser för miljö och utveckling.